# Ficus kamerunensis
Espèce
Classification phylogénétique
Ficus kamerunensis est une espèce d'arbustes à fleurs de la famille des Moraceae. Cette espèce a été décrite par Warb. ex Mildbr. et Burret en 1911.

## Description
Cet arbuste peut atteindre 18-30 m de haut. Ses feuilles sont en spirale.

## Habitat
Il pousse dans les forêts à feuilles persistantes et parfois sur un sol rocheux à des altitudes entre 486-730 m. On en trouve en Sierra Leone, au Congo, en Côte d'Ivoire, au Niger et en Éthiopie. Quelques arbustes sont présents sur l’île de São Tomé.

## Utilisation
L'écorce donne de grandes quantités de latex blanc. Quelques parties de l’arbre sont utilisées en médecine pour traiter les infections et les maladies sexuellement transmissibles.